# Tour de France 2019 – 1. etap

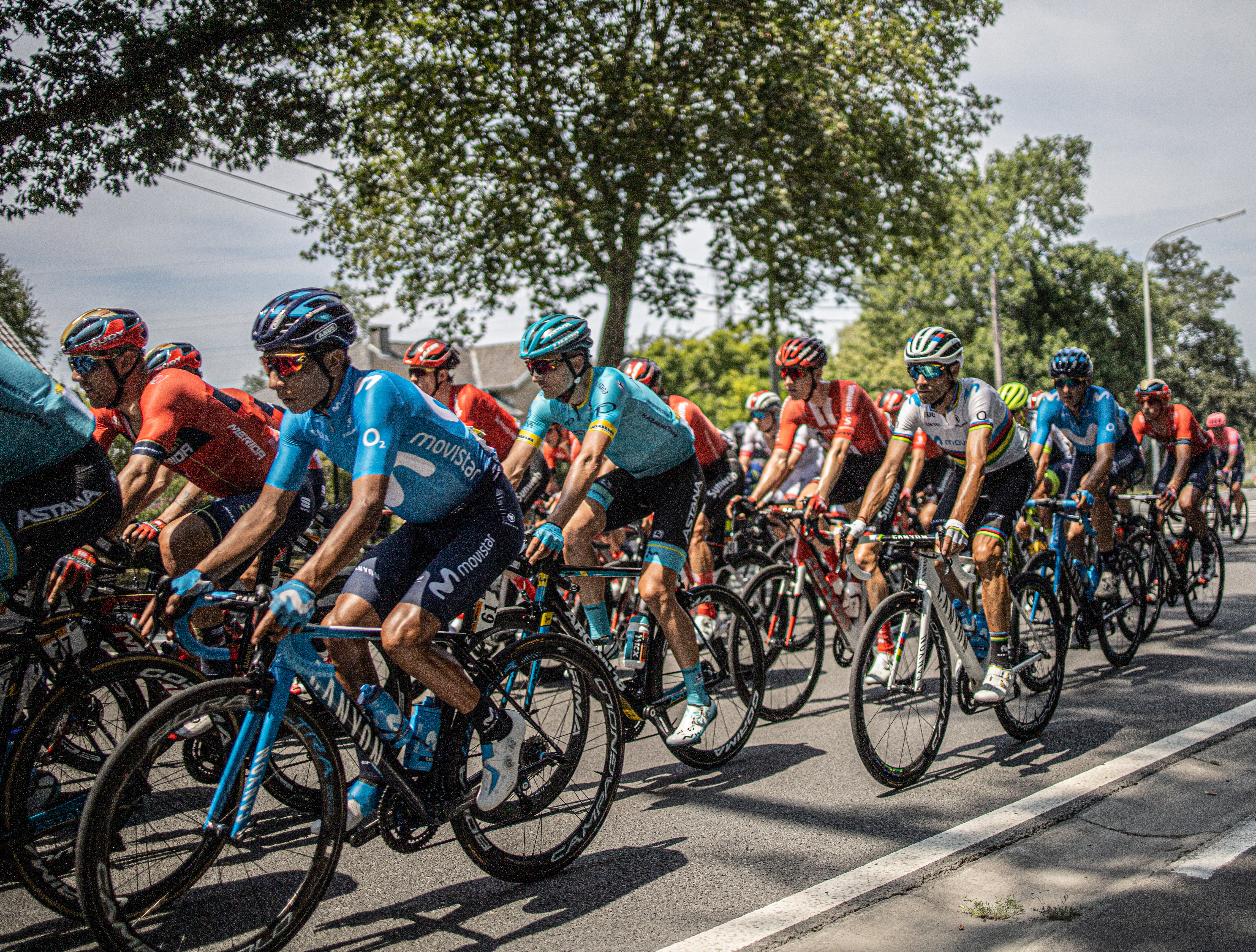
Peleton na trasie pierwszego etapu

1. etap kolarskiego wyścigu Tour de France 2019 odbył się 6 lipca na trasie liczącej 194,5 kilometra. Start i meta etapu miały miejsce w Brukseli.

## Klasyfikacja etapu
| \| Klasyfikacja etapu \| Klasyfikacja etapu \| Klasyfikacja etapu \| Klasyfikacja etapu \| Klasyfikacja etapu \| \| Kolarz \| Kolarz \| Państwo \| Drużyna \| Czas \| \| ------------------ \| ------------------ \| ------------------ \| --------------------- \| ------------------ \| \| 1. \| Mike Teunissen \| Holandia \| Team Jumbo-Visma \| 4h 22' 47" \| \| 2. \| Peter Sagan \| Słowacja \| Bora-Hansgrohe \| + 0" \| \| 3. \| Caleb Ewan \| Australia \| Lotto-Soudal \| + 0" \| \| 4. \| Giacomo Nizzolo \| Włochy \| Dimension Data \| + 0" \| \| 5. \| Sonny Colbrelli \| Włochy \| Bahrain-Merida \| + 0" \| \| 6. \| Michael Matthews \| Australia \| Team Sunweb \| + 0" \| \| 7. \| Matteo Trentin \| Włochy \| Mitchelton-Scott \| + 0" \| \| 8. \| Oliver Naesen \| Belgia \| AG2R La Mondiale \| + 0" \| \| 9. \| Elia Viviani \| Włochy \| Deceuninck-Quick Step \| + 0" \| \| 10. \| Jasper Stuyven \| Belgia \| Trek-Segafredo \| + 0" \| |                  |           |                       |            |
| |                  |           |                       |            |
| Źródło: ProCyclingStats |                  |           |                       |            |
| Klasyfikacja etapu |                  |           |                       |            |
| Kolarz | Kolarz           | Państwo   | Drużyna               | Czas       |
| 1. | Mike Teunissen   | Holandia  | Team Jumbo-Visma      | 4h 22' 47" |
| 2. | Peter Sagan      | Słowacja  | Bora-Hansgrohe        | + 0"       |
| 3. | Caleb Ewan       | Australia | Lotto-Soudal          | + 0"       |
| 4. | Giacomo Nizzolo  | Włochy    | Dimension Data        | + 0"       |
| 5. | Sonny Colbrelli  | Włochy    | Bahrain-Merida        | + 0"       |
| 6. | Michael Matthews | Australia | Team Sunweb           | + 0"       |
| 7. | Matteo Trentin   | Włochy    | Mitchelton-Scott      | + 0"       |
| 8. | Oliver Naesen    | Belgia    | AG2R La Mondiale      | + 0"       |
| 9. | Elia Viviani     | Włochy    | Deceuninck-Quick Step | + 0"       |
| 10. | Jasper Stuyven   | Belgia    | Trek-Segafredo        | + 0"       |

## Klasyfikacje po etapie

### Klasyfikacja generalna(Maillot Jaune)
| \| Klasyfikacja generalna \| Klasyfikacja generalna \| Klasyfikacja generalna \| Klasyfikacja generalna \| Klasyfikacja generalna \| \| Kolarz \| Kolarz \| Państwo \| Drużyna \| Czas \| \| ---------------------- \| ---------------------- \| ---------------------- \| ---------------------- \| ---------------------- \| \| 1. \| Mike Teunissen \| Holandia \| Team Jumbo-Visma \| 4h 22' 37" \| \| 2. \| Peter Sagan \| Słowacja \| Bora-Hansgrohe \| + 4" \| \| 3. \| Caleb Ewan \| Australia \| Lotto-Soudal \| + 6" \| \| 4. \| Giacomo Nizzolo \| Włochy \| Dimension Data \| + 10" \| \| 5. \| Sonny Colbrelli \| Włochy \| Bahrain-Merida \| + 10" \| \| 6. \| Michael Matthews \| Australia \| Team Sunweb \| + 10" \| \| 7. \| Matteo Trentin \| Włochy \| Mitchelton-Scott \| + 10" \| \| 8. \| Oliver Naesen \| Belgia \| AG2R La Mondiale \| + 10" \| \| 9. \| Elia Viviani \| Włochy \| Deceuninck-Quick Step \| + 10" \| \| 10. \| Jasper Stuyven \| Belgia \| Trek-Segafredo \| + 10" \| |                  |           |                       |            |
| |                  |           |                       |            |
| Źródło: ProCyclingStats |                  |           |                       |            |
| Klasyfikacja generalna |                  |           |                       |            |
| Kolarz | Kolarz           | Państwo   | Drużyna               | Czas       |
| 1. | Mike Teunissen   | Holandia  | Team Jumbo-Visma      | 4h 22' 37" |
| 2. | Peter Sagan      | Słowacja  | Bora-Hansgrohe        | + 4"       |
| 3. | Caleb Ewan       | Australia | Lotto-Soudal          | + 6"       |
| 4. | Giacomo Nizzolo  | Włochy    | Dimension Data        | + 10"      |
| 5. | Sonny Colbrelli  | Włochy    | Bahrain-Merida        | + 10"      |
| 6. | Michael Matthews | Australia | Team Sunweb           | + 10"      |
| 7. | Matteo Trentin   | Włochy    | Mitchelton-Scott      | + 10"      |
| 8. | Oliver Naesen    | Belgia    | AG2R La Mondiale      | + 10"      |
| 9. | Elia Viviani     | Włochy    | Deceuninck-Quick Step | + 10"      |
| 10. | Jasper Stuyven   | Belgia    | Trek-Segafredo        | + 10"      |

### Klasyfikacja punktowa(Maillot Vert)
| Klasyfikacja punktowa | Klasyfikacja punktowa | Klasyfikacja punktowa | Klasyfikacja punktowa | Klasyfikacja punktowa |
| Kolarz                | Kolarz                | Państwo               | Drużyna               | Punkty                |
| --------------------- | --------------------- | --------------------- | --------------------- | --------------------- |
| 1.                    | Mike Teunissen        | Holandia              | Team Jumbo-Visma      | 50 pkt                |
| 2.                    | Peter Sagan           | Słowacja              | Bora-Hansgrohe        | 50 pkt                |
| 3.                    | Sonny Colbrelli       | Włochy                | Bahrain-Merida        | 33 pkt                |
| 4.                    | Michael Matthews      | Australia             | Team Sunweb           | 27 pkt                |
| 5.                    | Matteo Trentin        | Włochy                | Mitchelton-Scott      | 23 pkt                |
| 6.                    | Greg Van Avermaet     | Belgia                | CCC Team              | 21 pkt                |
| 7.                    | Caleb Ewan            | Australia             | Lotto-Soudal          | 20 pkt                |
| 8.                    | Giacomo Nizzolo       | Włochy                | Dimension Data        | 18 pkt                |
| 9.                    | Oliver Naesen         | Belgia                | AG2R La Mondiale      | 10 pkt                |
| 10.                   | Lukas Pöstlberger     | Austria               | Bora-Hansgrohe        | 10 pkt                |

### Klasyfikacja górska(Maillot à Pois Rouges)
| Klasyfikacja górska | Klasyfikacja górska | Klasyfikacja górska | Klasyfikacja górska | Klasyfikacja górska |
| Kolarz              | Kolarz              | Państwo             | Drużyna             | Punkty              |
| ------------------- | ------------------- | ------------------- | ------------------- | ------------------- |
| 1.                  | Greg Van Avermaet   | Belgia              | CCC Team            | 2 pkt               |
| 2.                  | Xandro Meurisse     | Belgia              | Wanty-Gobert        | 2 pkt               |

### Klasyfikacja młodzieżowa(Maillot Blanc)
| Klasyfikacja młodzieżowa | Klasyfikacja młodzieżowa | Klasyfikacja młodzieżowa | Klasyfikacja młodzieżowa | Klasyfikacja młodzieżowa |
| Kolarz                   | Kolarz                   | Państwo                  | Drużyna                  | Czas                     |
| ------------------------ | ------------------------ | ------------------------ | ------------------------ | ------------------------ |
| 1.                       | Caleb Ewan               | Australia                | Lotto-Soudal             | 4h 22' 43"               |
| 2.                       | Amund Grøndahl Jansen    | Norwegia                 | Team Jumbo-Visma         | + 4"                     |
| 3.                       | Wout van Aert            | Belgia                   | Team Jumbo-Visma         | + 4"                     |
| 4.                       | Kasper Asgreen           | Dania                    | Deceuninck-Quick Step    | + 4"                     |
| 5.                       | Cees Bol                 | Holandia                 | Team Sunweb              | + 4"                     |
| 6.                       | Iván García Cortina      | Hiszpania                | Bahrain-Merida           | + 4"                     |
| 7.                       | Jasper Philipsen         | Belgia                   | UAE Team Emirates        | + 4"                     |
| 8.                       | Enric Mas                | Hiszpania                | Deceuninck-Quick Step    | + 4"                     |
| 9.                       | Tiesj Benoot             | Belgia                   | Lotto-Soudal             | + 4"                     |
| 10.                      | Nils Politt              | Niemcy                   | Katusha-Alpecin          | + 4"                     |

### Klasyfikacja drużynowa(Classement par Équipe)
| Klasyfikacja drużynowa | Klasyfikacja drużynowa | Klasyfikacja drużynowa | Klasyfikacja drużynowa |
| Drużyna                | Drużyna                | Państwo                | Czas                   |
| ---------------------- | ---------------------- | ---------------------- | ---------------------- |
| 1.                     | Team Jumbo-Visma       | Holandia               | 13h 08' 21"            |
| 2.                     | Wanty-Groupe Gobert    | Belgia                 | + 0"                   |
| 3.                     | Deceuninck-Quick Step  | Belgia                 | + 0"                   |
| 4.                     | EF Education First     | Stany Zjednoczone      | + 0"                   |
| 5.                     | Bahrain-Merida         | Bahrajn                | + 0"                   |
| 6.                     | Mitchelton-Scott       | Australia              | + 0"                   |
| 7.                     | Lotto Soudal           | Belgia                 | + 0"                   |
| 8.                     | Bora-hansgrohe         | Niemcy                 | + 0"                   |
| 9.                     | Team Sunweb            | Niemcy                 | + 0"                   |
| 10.                    | Dimension Data         | Południowa Afryka      | + 0"                   |